# Gösta Löfgren (1923)
Gösta Löfgren (Motala, 29 agosto 1923 – 5 settembre 2006) è stato un calciatore svedese, di ruolo attaccante.

## Carriera
Nel 1952 ottenne con la sua nazionale una medaglia di bronzo alle Olimpiadi di Helsinki e la finale ai Mondiali del 1958. Vinse il Guldbollen nel 1955.

## Palmarès

### Club

#### Competizioni nazionali
- Campionato svedese: 2

IFK Norrköping: 1960, 1962